# Revere Motor Company

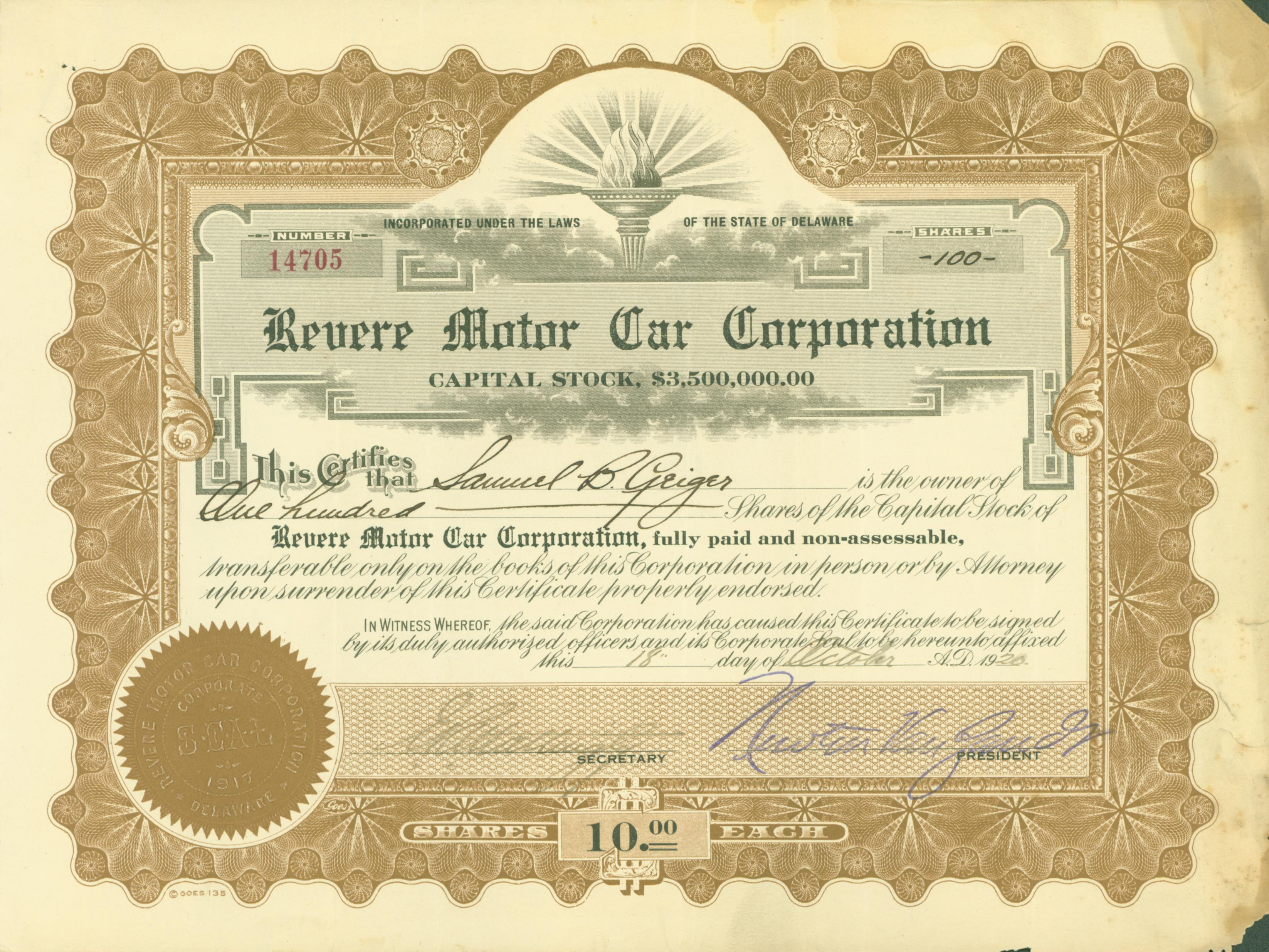
Aktie der Revere Motor Car Corp. vom 18. Oktober 1920

Die Revere Motor Car Corporation und ihr Nachfolgeunternehmen Revere Motor Company ist ein ehemaliger US-amerikanischer Automobilhersteller, der von 1918 bis 1926 in Logansport (Indiana) in Kleinserie einen Hochleistungs-Luxuswagen baute, dessen Design europäisch beeinflusst war. Der Markenname war Revere, wobei der Hersteller auch REVERE verwendete und ab 1920 die Schreibweise ReVere bevorzugte.

## Adolph Monsen
Adolph Monsen war die treibende Kraft hinter dem Unternehmen. Wie viele andere Automobilpioniere kam er als Radrennfahrer und Fahrradhersteller zur Automobilproduktion. Um 1900 begann er in Chicago mit der Herstellung von Dampfwagen der Marke Monsen. Nach einer Kesselexplosion an einem seiner Fahrzeuge, bei der er verletzt wurde, stellte er 1908 um auf benzingetriebene Fahrzeuge. Er bot ein breites Spektrum an und produzierte Roadster, Nutz- und Bestattungsfahrzeuge in allerdings eher kleiner Auflage. Danach führte er eine Automobilvertretung für Marion und Bergdoll. Rennsport betrieb er zwischen 1909 und 1912 sowohl auf Rund- wie auf Straßenkursen. 1909 nahm er mit einem Marion an den zu den Vanderbilt-Cup-Läufen gehörenden Wheatley Hills Sweepstakes teil. Über seinen Freund, den damaligen Marion-Werkleiter und Chefingenieur Harry C. Stutz, fand er später Aufnahme ins Werks-Rennteam von Marion.

## Vorgeschichte

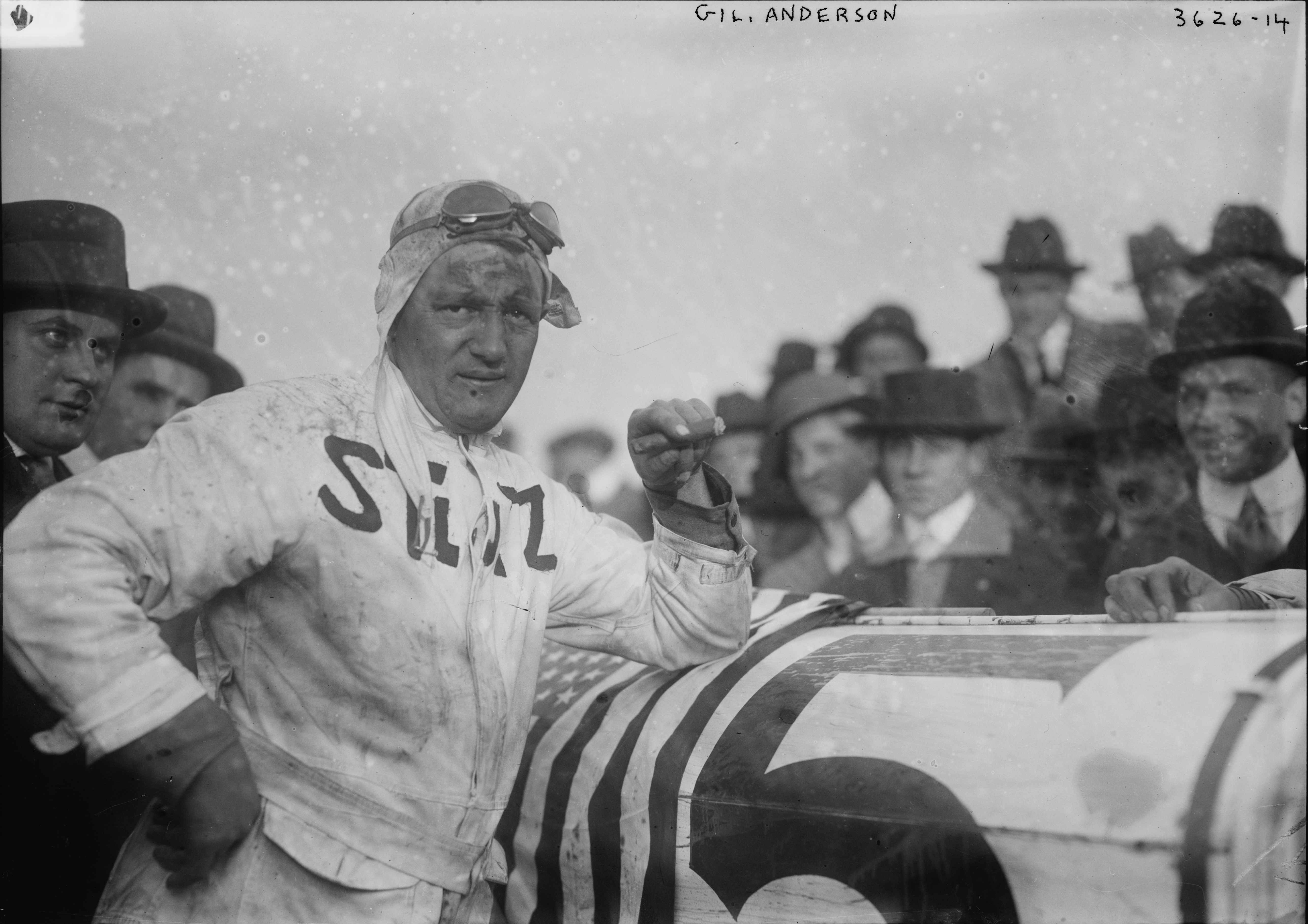
Gil Andersen im Stutz-Werksteam, 1915

Monsen gewann seine früheren Rennfahrerkollegen Tom Rooney (1881–1939) und Gil Andersen (1879–1935) für das Projekt. Rooney war für Premier gefahren. Der gebürtige Norweger Andersen war Monsens Teamkamerad bei Marion gewesen und gehörte danach dem Stutz-Werksteam White Squadron an, außerdem war er Werkleiter bei Stutz.
Wie Monsens Kontakt zu Newton E. Van Zandt zustande kam, ist nicht überliefert, auch nicht, warum ihm Monsen das Ruder im Unternehmen überließ. Van Zandt stammte aus Wilton (Iowa). Erfahrung im Automobilbau hatte er nicht; seine letzte Position vor Revere war die eines Vizepräsidenten der Hobart Cable Piano Company in LaPorte (Indiana). Dieses Unternehmen bestand von 1900 bis in die 1960er Jahre.

## Revere Motor Car Corporation

### Führung
Die Gründung der Revere Motor Car Corporation wurde Anfang 1917 angekündigt und gegen Jahresende in Logansport vollzogen. Der Ort wurde offenbar als Standort gewählt wegen seiner Lage zwischen den frühen Automobilzentren Indianapolis und Chicago. Sicher war für die Standortwahl auch hilfreich, dass der Greater Logansport Club – wahrscheinlich die örtliche Handelskammer – 22.000 US-Dollar an den Kauf einer leerstehenden Sägerei beisteuerte, in der das Werk eingerichtet wurde.
Van Zandt wurde Präsident und Geschäftsführer, A.A. Seagraves Vizepräsident, C.H. Wilson Finanzchef und E.R. Mattingly Vorstandssprecher. Für die Technik verantwortlich zeichneten Adolph Monsen, Tom Mooney, Gil Andersen und mit August S. Duesenberg hatte auch ein Vertreter des Motorenlieferanten Einsitz im Direktorium.
Die weitere Aufgabenteilung ist nicht eindeutig. Monsen scheint für den Antrieb zuständig gewesen zu sein und Andersen konstruierte wahrscheinlich das Fahrgestell. Rooneys Aufgaben als Mitglied des Entwicklungsteams sind unklar.

### Organisation

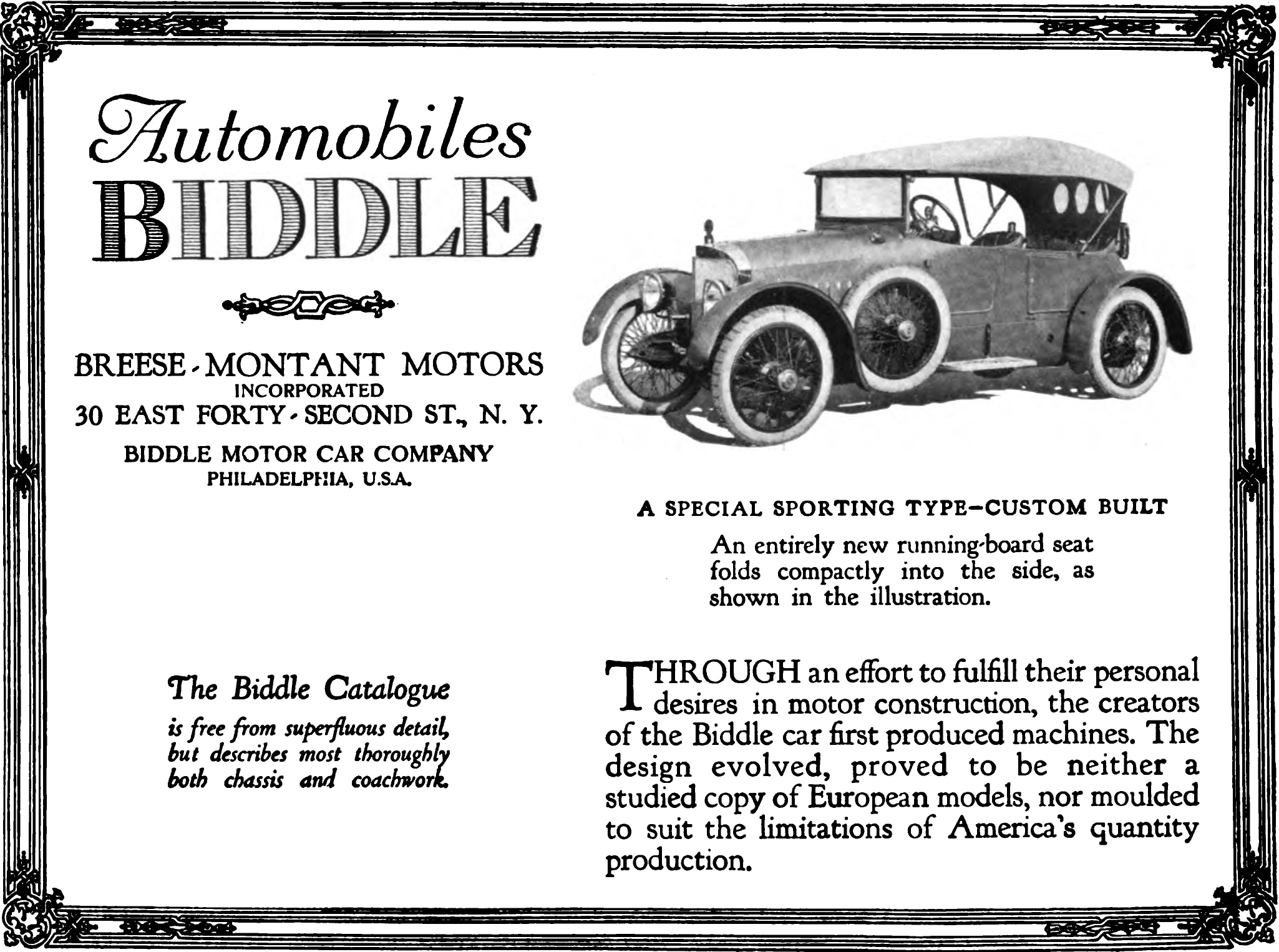
Anzeige für den Biddle Modell D 4-pass. Touring (1917). Das Fahrzeug hatte wenig Ähnlichkeit mit dem Revere.

Die Beschaffung des Aktienkapital verlief unbefriedigend, was auch auf das schwierige wirtschaftliche Umfeld zurückzuführen war: Seit dem 6. April 1917 befanden sich die Vereinigten Staaten im Krieg gegen die Mittelmächte im Ersten Weltkrieg. Dass es Van Zandt nur gelang, 50.000 USD statt der angestrebten 1,5 Mio. USD Aktienkapital zu akquirieren, lag auch am dürftigen Begleitmaterial und der wenig professionellen Präsentation. So wurde als Illustration eine angeblich von Van Zandt angefertigte, eher dilettantisch ausgeführte Durchzeichnung des Fotos eines Biddle verwendet, die wenig Ähnlichkeit mit dem tatsächlichen Produkt hatte.

### Entwicklung
Dabei wird dem Revere durchaus Potential zugestanden. Wie die meisten Fahrzeuge von ähnlich großen Herstellern war auch der Revere ein Assembled vehicle, das heißt, dass er aus Bestandteilen und Komponenten von Zulieferern zusammengestellt wurde. Das war eine weit verbreitete Methode, die auch solchen Autobauern eine rationelle und profitable Produktion ermöglichte.
Im August 1917 entstand das Fahrgestell eines ersten Prototyps, der später als Touring karossiert wurde. Wie viele andere Autohersteller dieser Zeit unterhielt Revere keinen eigenen Karosseriebau.

### Marketing
Van Zandt steuerte den Markennamen samt der ungewöhnlichen Schreibweise bei, die offenbar erst ab 1920 verwendet wurde. Der Markenname bezieht sich auf eine herausragende Persönlichkeit des US-amerikanischen Unabhängigkeitskriegs, Paul Revere. Dessen Porträt ziert auch die Kühlermaske. Die Schreibweise des Markennamens mit einem Großbuchstaben im Wort ist eine Eigenheit der Marke und findet sich ab 1920 nicht nur in der Werbung, sondern auch unter dem Markenemblem und am Werkstor.
Das Unternehmen warb mit den Slogans America's Uncomparable Car und The last word in classy design built by people who know, for people who want, the classiest....

### „Cannon Ball“ Baker

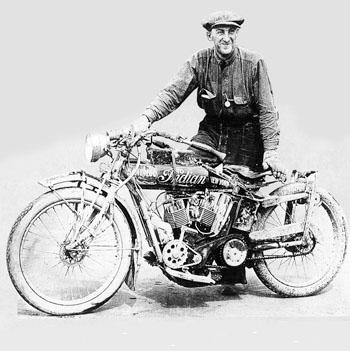
Erwin „Cannon Ball“ Baker mit Indian-Motorrad (1912)

Noch vor den großen öffentlichen Auftritten des Revere organisierte Van Zandt eine zu dieser Zeit noch ungewöhnliche und stark beachtete Werbeaktion. Er gewann den ehemaligen Rennfahrer Erwin „Cannon Ball“ Baker (1882–1960) für die Durchführung einer Werbefahrt, die durch die 48 Hauptstädte der Continental United States führte. Dabei legte Baker zwischen Juni und September 1918 insgesamt 16.234,5 mi (26.126,9 km) zurück. Es scheint, dass er dafür den genannten ersten Prototyp verwendete, den er noch ohne Aufbau nach Racine, Wisconsin fuhr um ihn dort in der Racine Manufacturing Company erst karossieren zu lassen. Im folgenden Jahrzehnt organisierten zahlreiche Hersteller solche Touren dieser Art, was durch das schnell wachsende Straßennetz gefördert wurde. Für Baker sollte dies der Anfang einer neuen Karriere werden; als Spezialist für derartige Aufgaben führte er in den folgenden Jahren über 100 solche Fernfahrten durch.

### Schleppender Start
1916 hatten die Duesenberg-Brüder ihren Rennstall vom verhältnismäßig kleinen Motorenwerk abgetrennt und letzteren mit einem ihrer Geschäftspartner fusioniert. Daraus entstand die Duesenberg Motors Corporation (DMC) mit Sitz in Elizabeth (New Jersey). Das Unternehmen produzierte hauptsächlich Motoren für Boote und kleinere Schiffe, aber auch für Flugzeuge und Artilleriezugmaschinen – und die Rennmotoren der Duesenbergs. Erst im Herbst 1917 stand eine für Personenwagen geeignete Version dieses längst angekündigten Motors bereit. Er war sehr teuer und für kleinere Hersteller von Oberklasse-Sportwagen gedacht. Neben Roamer und Biddle gehörte Revere zu den ersten Unternehmen, das Abnahmeverpflichtungen einging. Es war auch das einzige, das ganz auf diese Motoren setzte. Als die DMC, bedingt durch große Rüstungsaufträge, die Lieferung dieser Motoren erst einschränkte und 1918 auf Anordnung der Regierung ganz einstellen musste, legte dies die Revere-Produktion praktisch still noch ehe sie richtig angelaufen war. Eine Quelle nennt die Produktion von nur 6 Fahrzeugen für 1918 als Vorserie. Andere Experten bezweifeln, dass in diesem Jahr überhaupt ein Revere entstanden ist. Wirklich nachweisbar sind Anfang 1918 lediglich diese beiden Fahrzeuge, die auch an den großen nationalen Fachmessen gezeigt worden sind.
Van Zandt verhandelte mit der DMC wegen einer Nutzung des Motorenpatents. Es war 1914 auf die Brüder Duesenberg ausgestellt worden und wurde von der DMC genutzt. Man scheint dort geduldet zu haben, dass Monsen für den eigenen Bedarf eine modifizierte Version produzierte. Sie ist als Revere-Duesenberg oder Monsen-Duesenberg bekannt und nimmt Elemente des späteren Rochester-Duesenberg-Motors vorweg. Letztlich war dieser Motor einfacher in der Herstellung und dabei leistungsfähiger als das mäßig gedrosselte Rennwagentriebwerk Duesenberg Model G.
Diese Probleme kosteten viel Zeit und brachten die Revere Motor Car Corporation an den Rand des Zusammenbruchs. Erst Anfang 1919 lief die reguläre Produktion an. Dass die Anlagen nun wirklich „brummten“ darf bezweifelt werden. Noch immer erhielt Revere nicht genügend Motoren. Die bisherige Duesenberg-Organisation mit ihrer auf die Rüstung ausgerichteten Produktion wurde aufgelöst, und Monsen machte sich berechtigte Hoffnungen, dass Revere Rechte und Produktionsmittel am Walking Beam-Motor erwerben konnte. Es kam anders. Die Anlagen der DMC wurden von John North Willys für seine Willys Corporation übernommen. Die Verhandlungen mit Revere wurden abgebrochen und eine der Tochtergesellschaften dieses Konzerns, die Rochester Motors Company, Inc. in Rochester (New York), erhielt Anfang 1919 den Zuschlag. Bereits Ende 1919 erschienen die, mit Hilfe von Fred S. Duesenberg stark überarbeiteten, Motoren als Rochester-Duesenberg Model G auf dem Markt. Es gab sie in zwei Versionen: Als G oder G-3 mit 5 Litern Hubraum und 71 bhp Leistung und als G-1 mit 5,6 Litern und 81 bhp. Revere bezog letztere, war aber noch eine Zeitlang auf die hauseigenen Revere-Duesenberg angewiesen. Aus der Not heraus wurde die Praxis geboren, jeden verfügbaren Walking Beam-Motor in die bereitstehenden Fahrgestelle einzubauen damit überhaupt Fahrzeuge ausgeliefert werden konnten; allerdings ist kein Revere mit dem Fünfliter G-3 bekannt. Frühe Revere wurden demnach, je nach Verfügbarkeit, mit Duesenberg Model G (Walking Beam), Revere-Duesenberg und zunehmend mit dem neuen Rochester-Duesenberg Model G-1 ausgestattet.
Beachtliches Werbepotential hatte eine Bestellung des autobegeisterten Königs Alfonso XIII. von Spanien, der im Sommer 1919 seinen Fuhrpark um ein Revere Model A Victoria Touring zu 7800 USD erweiterte. Van Zandt ließ keine Gelegenheit ungenutzt um die Öffentlichkeit auf den prominenten Kunden aufmerksam zu machen. Ein Revere-Händler ließ eine Kopie davon anfertigen, die 1920 auf der Automobilausstellung von Cleveland (Ohio) gezeigt wurde.

### Illegale Manöver
Es gab nicht viele solche Lichtblicke. Schon früh hatte sich gezeigt, dass zumindest Teile der Geschäftsleitung mehr an schnellen Aktiengewinnen als am Aufbau einer Verkaufsorganisation interessiert war. Leider gehörte auch Van Zandt dazu, der mit windigen Aktionen das Vertrauen möglicher Investoren verspielte.

### Revere Motor Sales Corporation
Auslöser war möglicherweise, dass sich nicht genug Investoren fanden. Van Zandt behauptete in einem Bericht an die Aktionäre im September 1919, dass ein „Syndikat im Osten“ [der USA] eine Anzahlung für 1000 Fahrzeuge geleistet habe und dafür innert fünf Jahren 45 Mio. USD aufbringen wolle; nach anderer Darstellung waren diese Informationen sogar in Revere Aktienprospekt enthalten. Dort soll auch ein – unrealistisch hoher – Gewinn von 500 USD pro Fahrzeug in Aussicht gestellt worden sein. Wenn diese Darstellung zutrifft, dann machte sich Van Zandt des Anlagebetrugs schuldig, denn nichts davon traf zu.
Nun möglicherweise getrieben von den eigenen Versprechungen, ging Van Zandt einen Schritt weiter. In New York City wurde die Revere Motor Sales Corporation als Vertriebsorganisation gegründet. Geleitet wurde sie von Luther M. Rankin. Sie reichte eine Klage gegen Revere ein wegen der angeblich unterbliebenen Lieferung von 900 Fahrzeugen. Damit wurde der Anschein erweckt, dass der Revere nicht nur ein begehrtes Produkt sei, für dessen Vertrieb bereits eine Organisation aufgebaut würde, sondern dass bereits 100 Fahrzeuge ausgeliefert worden seien.
Im Februar 1920 kam es zu einer Reorganisation von Revere mit zusätzlichem Kapital von 1,5 Mio. USD.

### Van Zandt und Duesenberg

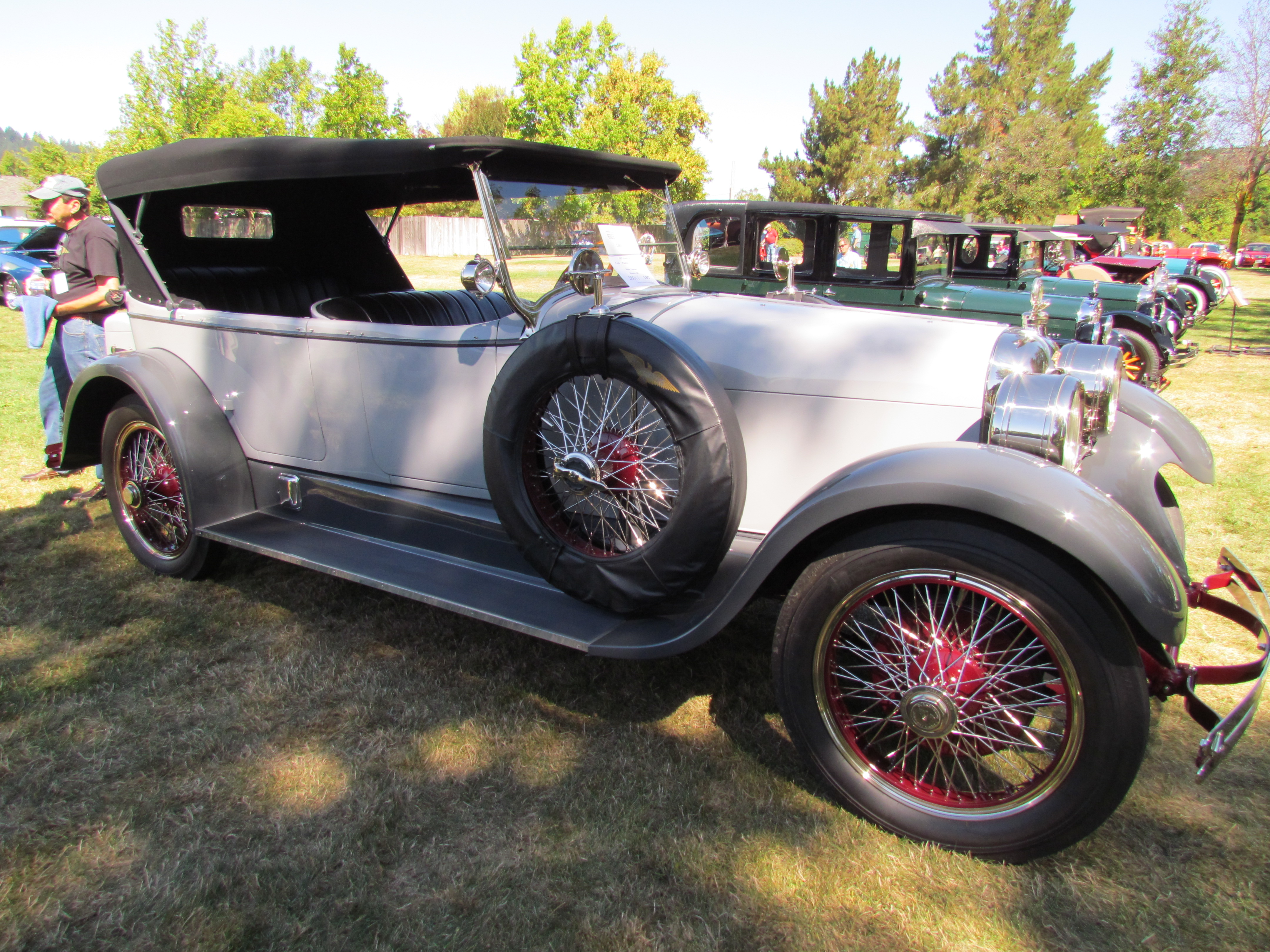
Duesenberg Model A Touring, karossiert von Millspaugh & Irish (1922).

Für Van Zandt war 1919 ein wechselvolles Jahr. Noch im September machte er den Revere-Anlegern die genannten Versprechungen, von denen er wissen musste, dass sie nicht zu erfüllen waren. Gleichzeitig stand er mit Fred Duesenberg und dessen Bruder August in Verhandlung wegen des Lizenzfertigung geplanten Duesenberg-Personenwagen. Dafür war nicht die Revere Motor Car Corporation vorgesehen, sondern eine neue, noch zu gründende Gesellschaft. Im Oktober 1919 kam es zu einer Vereinbarung zwischen den Duesenbergs einerseits und Van Zandt und seinem Partner Luther Rankin andererseits. Für eine Summe in unbekannter Höhe erhielten letztere das Nutzungsrecht an den für die Herstellung des besagten Personenwagens notwendigen Patenten und am Markennamen Duesenberg. Die Duesenberg Automobile & Motor Company, Inc. (DAMC) wurde am 8. März 1920 gegründet. Van Zandt und Rankin hielten die Mehrheit und finanzierten dies durch die Einlage ihrer Duesenberg-Rechte und mit weiteren Investoren, darunter Finanzchef Francis A. Reilly, der ebenfalls Verbindungen zur New Yorker Revere-Vertriebsorganisation hatte. Van Zandt wurde Präsident der Gesellschaft und Rankin Vizepräsident und Geschäftsführer. Fred Duesenberg gehörte der Geschäftsleitung als vice president in Charge of Engineering an, August wurde stellvertretender Chefingenieur. Die DAMC erhielt einen Neubau in Indianapolis, 70 Meilen (ca. 100 km) entfernt von Logansport. Während Van Zandt für den Aufbau der DAMC tätig war, behielt er seine Position bei Revere und teilte seine Arbeitskraft zwischen den beiden Unternehmen.
Zu diesem Zeitpunkt sollte der Duesenberg Model A mit einer Achtzylinder-Reihenversion des Walking Beam-Motors gebaut werden. Zumindest der 1920 vorgestellte Prototyp verwendete Motorenteile des Revere-Duesenberg, so die von Monsen entworfenen Kipphebel. Fred Duesenberg entschied sich erst kurz nach der Präsentation des Prototyps, den Walking Beam-Ventiltrieb zu Gunsten einer OHC-Steuerung aufzugeben, wodurch sich der Produktionsbeginn um fast ein Jahr verzögerte.

### Erste Insolvenz
Revere kämpfte stets mit Finanzierungsproblemen und den genannten Lieferausfällen. Die Verkaufszahlen waren mehr als ernüchternd. Nach dem verzögerten Start 1918 mit maximal 6 gebauten Fahrzeugen wurden 1919 50 Fahrzeuge verkauft. Duesenberg lieferte im letzten Kriegsjahr keine Motoren aus, und ohne Monsens Bemühungen um eine eigene Version des Walking Beam-Triebwerks hätte dies wohl das Ende bedeutet. Dabei war 1919 das „beste“ Produktionsjahr für die Marke überhaupt. Ob Monsen mit dem Festhalten am Walking Beam-Motor besser beraten war als mit dem Zukauf eines anderen Motors ist offen. Der Mitbewerber Stutz etwa setzte auf T-Kopf-Motoren von Wisconsin.
Auch eine Wirtschaftskrise zu Beginn der 12920er Jahre machte dem Unternehmen zu schaffen. 1920 kamen 43 Revere in den Verkauf. Im Laufe des Jahres wurde die Schreibweise ReVere eingeführt. Ende Dezember beantragten drei Gläubiger ein Insolvenzverfahren. Van Zandt räumte im Januar 1921 seinen Sessel mit der offiziellen Begründung, dass er Duesenberg mehr Zeit widmen wolle. Das Unternehmen wurde im Februar 1921 unter Konkursverwaltung gestellt. Als Sachwalterin wurde die Citizens Loan and Trust Company in Logansport eingesetzt.
Wegen Van Zandts Fantasiegebilde um das New Yorker Verkaufssyndikat sah sich dieser im August auch persönlich mit einem Betrugsverfahren konfrontiert. Er ließ dazu verlauten, dass er ja bereits vor Monaten von seiner Position bei Revere zurückgetreten und daher nicht verantwortlich gemacht werden könne. Über diese eigenwillige Auslegung seiner Verantwortlichkeit als Geschäftsführer hinaus unternahm er auch ein Jahr nach der Klageeröffnung nichts um die Vorwürfe gegen das Unternehmen und ihn selber zu entkräften. Insbesondere blieb er Logansport nach seinem Rücktritt fern.
Van Zandt versuchte letztlich erfolglos eine Sanierung von Duesenberg. Seine dubiosen Geschäftspraktiken führten wohl gleichermaßen zu dessen fluchtartigem Abgang bei Revere wie zu einer Reorganisation bei Duesenberg ohne ihn im Juni 1921 wurde er auch dort als Präsident abgelöst. Rankin blieb noch bis 1922 Duesenbergs Geschäftsführer. Duesenbergs Probleme werden einem unfähigen Management angelastet.

### Van Zandt und Richelieu

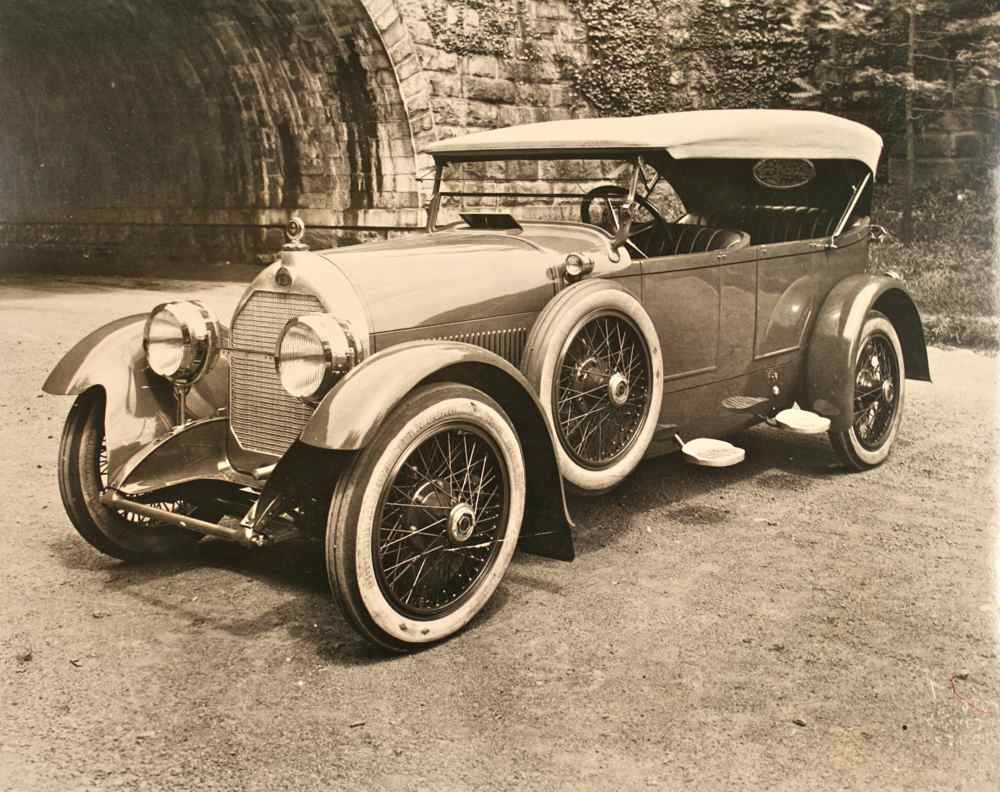
Richelieu T-85 Touring, wahrscheinlich mit Fleetwood-Karosserie (1922)

Nach seinem anscheinend wenig rühmlichen Abgang bei Duesenberg versuchte Van Zandt Ende 1921, die Richelieu Motor Car Corporation in Asbury Park (New Jersey) zu finanzieren. Von Duesenberg hatte er einige Mitarbeiter abgeworben, darunter den Verkaufsleiter N. G. Rost. Fred Duesenbergs früherer Assistent William Beckman wurde der Chefingenieur des Unternehmens und ein Vizepräsident. Er hatte schon bei Duesenberg an der Walking Beam-Entwicklung mitgearbeitet. Richelieu verließ er Mitte 1922 und arbeitete später auch wieder mit Duesenberg zusammen.
Obwohl Van Zandt als Investor auftrat, wird vermutet, dass er sich noch bei Revere ein Fahrzeug gesichert hatte, das er zu Richelieu brachte und das später als Blaupause für den Richelieu T-85 diente. Tatsächlich gibt es zwischen den Fahrzeugen der beiden Marken große Ähnlichkeiten, die über die an zeitgenössische FIAT- und Oldsmobile erinnernden Kühler hinausgehen und merkwürdige Übereinstimmungen in der Verkaufsliteratur.
Inzwischen ermittelte die Staatsanwaltschaft von Indiana wegen der Klagen gegen Revere. In der Folge wurde Van Zandt zur Verhaftung ausgeschrieben und in Philadelphia festgenommen. Es gelang ihm, den Gouverneur von Pennsylvania, William Cameron Sproul, davon zu überzeugen, dass die Vorwürfe nicht für eine Auslieferung nach Indiana ausreichten. Als die zuständigen Behörden später davon erfuhren, dass sich Van Zandt in New York City aufhielt, reisten ihm der Staatsanwalt und der Polizeipräsident von Logansport nach. Mit vorgehaltener Schusswaffe vereitelte Van Zandts Leibwächter den Versuch, diesen festzusetzen.
Mittlerweile völlig verarmt, verstarb Van Zandt am 2. Mai 1923, unbemerkt von der Öffentlichkeit, im Hotel Cadillac in New York City an einem Herzinfarkt.

### Zweite Insolvenz
Die Produktionszahlen blieben niedrig. Das Jahr 1921 war mit nur 27 Exemplaren geradezu desaströs, 1922 mit 39 Fahrzeugen nur wenig besser. Offensichtlich gelang es Revere nicht, verlorenes Vertrauen zurückzugewinnen; das Auto selber wurde durchaus positiv bewertet. Im November 1922 kam es zu einer zweiten Insolvenz.

## Revere Motor Company
In der Folge wurde das Werk für 52.000 USD an neue Investoren verkauft. Im Februar 1923 wurde das Unternehmen in letztes Mal reorganisiert. Dies ging einher mit der Umbenennung in Revere Motor Company. Mit Ausnahme von Adolph Monsen wurde die gesamte Führung ausgetauscht. Neuer Präsident wurde Charles E. Barnes, Finanzvorstand Henry A. Kraut und Sekretär Fred J. Steffens. Monsen amtierte als Vizepräsident und Geschäftsführer.
Das Motorenproblem schien mittlerweile entschärft. Revere lieferte die Fahrzeuge in der Regel mit dem preiswerteren Rochester-Duesenberg G-1 aus und bot den eigenen Typ als Option gegen Aufpreis an. 1923 schienen sich die Verkaufszahlen zu erholen. Mit 43 Einheiten war dies, gemeinsam mit 1920, das zweitbeste Jahresergebnis der Marke. Zunehmend trat aber ein weiteres Hindernis auf: Das 1917 konzipierte und nur motorenseitig angepasste Auto alterte zusehends. Gleichzeitig verloren die großvolumigen Vierzylinder in der Oberklasse – und nicht nur da – an Käufergunst. Bevorzugt wurden nun Sechszylinder und zunehmend V8-Motoren, wie sie Mitbewerber wie Cole, Daniels, Oakland, Oldsmobile und natürlich Cadillac bieten konnten. Als Maß aller Dinge bezüglich Laufruhe und Leistungsentfaltung galten einige Jahre lang Reihenachtzylindermotoren. Revere reagierte auf mehrere Arten. Zum einen wurde das Programm gestrafft auf, je nach Quelle, drei oder vier Varianten. Ab 1925 wurde auch ein zugekaufter Sechszylinder, der Continental J6, alternativ angeboten. Im Vergleich zum – immer noch praktisch unveränderten – Grundmodell, das mittlerweile als Model M verkauft wurde, war der Sechszylinder Model 25 auch nicht ganz so teuer.
Die letzten Revere erhielten ein eigenartiges Doppellenkrad, mit dem das Einparken erleichtert werden sollte. Es ist unklar, wie diese Vorrichtung funktionierte.
Der Erfolg all dieser Maßnahmen war minimal: Es wurden in den letzten beiden Produktionsjahren zusammen nur noch 27 Fahrzeuge ausgeliefert. Wie viele davon auf den Vierzylinder Model M und den Sechszylinder Model 25 entfallen sind, lässt sich nicht mehr feststellen. Es scheint, dass die Produktion 1926 ohne großes Aufheben eingestellt wurde.

## Technik

### Motoren

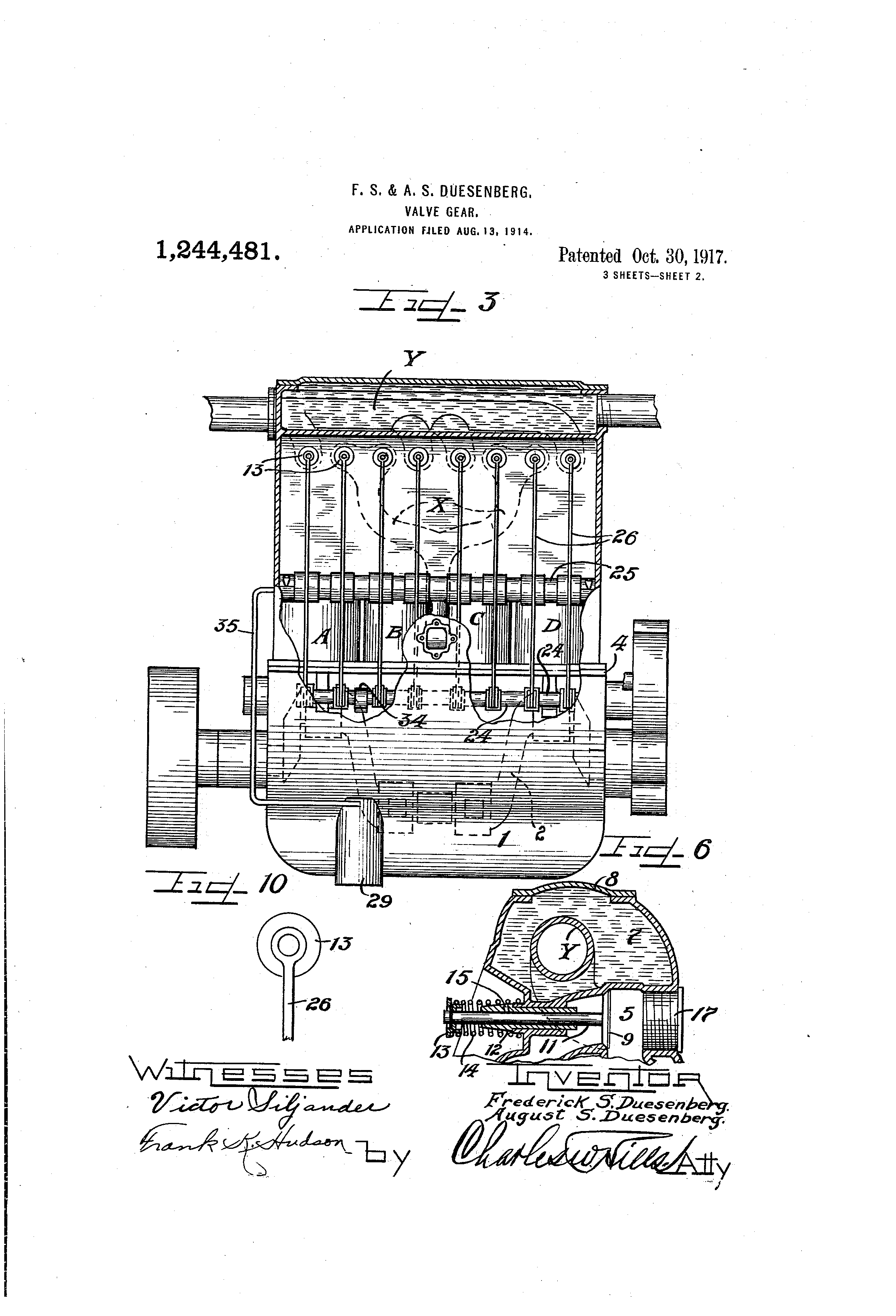
Patentzeichnung „Walking Beam“-Ventiltrieb (Zweiventiler, 1913)

#### Duesenberg Model G
Der für den Revere vorgesehene Motor war der Duesenberg Walking Beam Vierzylinder Model G, ein für den Rennsport entwickeltes Hochleistungstriebwerk. Dieser Motor war so erfolgreich, dass 1916 in den USA – nach eigenen Angaben – 60 Prozent aller Rennwagen seiner Klasse damit angetrieben wurden. Wenige Jahre zuvor hatte es noch eine europäische Dominanz, etwa von Mercedes, Peugeot oder Fiat, gegeben.
Der Motor hat einen Grauguss-Block mit nicht abnehmbaren Zylinderkopf. Das fassförmige Kurbelwellengehäuse besteht aus Aluminiumguss und enthält auch die Nockenwelle, die oberhalb der zweifach gelagerten Kurbelwelle versetzt angebracht ist. Die zwei Ventile pro Zylinder sind auf der linken Seite des Motors oben in liegender Position in „Kammern“ eingelassen, die den Brennraum erweitern. Ihnen gegenüber sitzen zwei Zündkerzen pro Zylinder. Zu jedem Zylinder gibt es eine verschraubbare Wartungsöffnung. Als Vorteile dieser Bauweise werden ein kompakter Brennraum, dadurch höhere Verdichtung und mehr Leistung bei gleichem Gewicht genannt. Zudem erlaubt diese Bauweise einen einfachen Auspuffkrümmer. Der zweifach gegabelte Ansaugkrümmer ist in Kurbelwellengehäuse und Motorblock eingegossen, um das Gemisch vorgewärmt in den Brennraum zu führen, sodass von außen nur der tief an der Motorseite sitzende Vergaser sichtbar ist.
Duesenberg-Motoren lassen sich nicht ohne weiteres in ein gewöhnliches Fahrgestell einbauen. Motor und Getriebe sind zwar verblockt, der Rennwagenmotor hat aber eine besondere Dreipunkthalterung zur Aufnahme im Fahrgestell. Die vordere geht in die vorderste Fahrgestell-Querstrebe, die hinteren beiden sind in das Schwungradgehäuse eingegossen und führen nicht, wir bei Straßenfahrzeugen üblich, zu den Längsträgern, sondern zum Hauptquerträger. Dadurch sollten Verspannungen des Rahmens vom Motor ferngehalten werden.
Die wahrscheinlich auffälligste Besonderheit dieses Motors ist der namengebende Ventiltrieb über acht links am Motorblock angebrachte Kipphebel. Jeder ist ca. 14 Zoll (ca. 35 cm) lang und am Kipppunkt auf einer gemeinsamen Achse  gelagert. Sie sitzt etwa 6 Zoll (ca. 15 cm) oberhalb der Nockenwelle. Die Walking Beams sind unter einer abnehmbaren Verschalung angebracht. Änderungen gegenüber der Rennversion betreffen die Kurbelwelle mit Unwuchtausgleich und die Benzinzufuhr durch Leitungen in den Zylinderkopf. Der Duesenberg Model G war in zwei Ausführungen erhältlich. Die kleinere leistet 80 bhp (60 kW) aus 301 in³ (4899 cm³) Hubraum, die größere, von Revere verwendete, 103 bhp (77 kW) aus 360,8 in³ (5910 cm³) Hubraum (aufgrund unterschiedlicher Umrechnungen und Rundungen finden sich auch 360,5 in³ und weitere angenäherte Werte). Er ergibt sich aus einer Bohrung von 4⅜ Zoll (111,1 mm) und einem Hub von 6 Zoll (152,4 mm). Das auf die Zylinderbohrung abgestellte N.A.C.C.-Rating beträgt 30,6 HP.
Die Umstände bei der DMC brachten es mit sich, dass nur sehr wenige Revere mit diesem Motor ausgeliefert wurden. Neben dem Model A ist dies allenfalls noch Model C.
Der erwähnte erste Prototyp hatte einen kaum modifizierten Rennwagenmotor, ohne die Änderungen an Kurbelwelle und Benzinzufuhr.

#### Revere-Duesenberg
Duesenberg hatte seine Straßenversion bereits 1915 – möglicherweise zu früh – angekündigt und damit das Interesse verschiedener Hersteller von Oberklassefahrzeugen geweckt, darunter auch Revere. Offenbar erkannte Monsen früh, dass es bei der Lieferung dieser Motoren zu Engpässen kommen könnte. Er reagierte darauf mit der Konstruktion einer eigenen Version dieses Motors, die vom Duesenberg Model G PKW-Motor mit Zweiventiltechnik abgeleitet war und möglicherweise schon 1919 zur Verfügung stand.
Bei unverändertem, ebenfalls nicht abnehmbarem Zylinderkopf und Hubraum änderte Monsen das Kurbelwellengehäuse und setzte die Nockenwelle darin höher. Entsprechend verkürzten sich die Walking Beam-Kipphebel, wobei der Duesenberg-Ventiltrieb im Prinzip der gleiche blieb. Diese Version war sogar etwas leistungsfähiger als das Ausgangsmodell. Genannt werden 105 bhp (78 kW) bei 3800/min (wahrscheinlich ein Schreibfehler bei der Drehzahl) und auch 106 bhp (79 kW) bei 2800/min.
Diese Motoren scheinen mit Duldung der Duesenbergs als Patentinhaber des Walking Beam-Ventiltriebs hergestellt worden zu sein und Revere verbaute bald mehr davon als Duesenberg G. Als die Produktion des überarbeiteten Rochester-Duesenberg Model G Ende 1919 anlief, entspannte sich die Lage für die Abnehmer. Bei Revere wurde der preiswerter herzustellende, nachstehend beschriebene Rochester-Duesenberg G-1 der neue Standardmotor der Marke. Der stärkere Revere-Duesenberg, auch als Monsen-Duesenberg bekannt, blieb aber als Option erhältlich, respektive ersetzte ihn gegen Ende der Produktionszeit. Bohrung, Hub und Hubraum des Revere-Duesenberg entsprechen dem oben beschriebenen Duesenberg Model G.
Das letzte Modell mit diesem Motor war Model M, eingeführt 1923 und in den beiden letzten Jahren des Unternehmens parallel zum Sechszylinder Model 25 angeboten.

#### Rochester-Duesenberg Model G-1

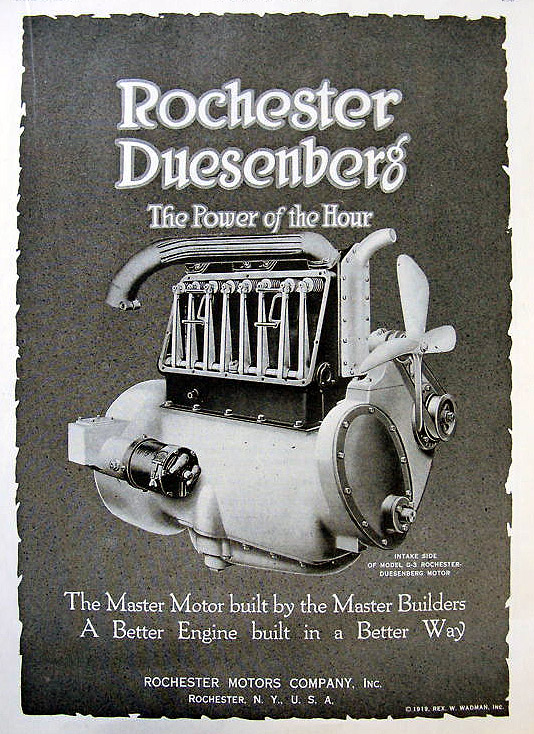
Anzeige der Rochester Motor Co. für Rochester-Duesenberg-Motoren. Das abgebildete Modell G-3 ist bis auf die Zylinderbohrung baugleich mit dem bei Revere verwendeten, etwas stärkeren G-1. (1919)

Nach dem Ende des Ersten Weltkriegs stoppte die Regierung ihre Entwicklungs- und Rüstungsaufträge für die DMC. Diese hatte gerade ihre Produktion auf die Rüstungsbestellungen – überwiegend Boots- und Flugzeugmotoren – umgestellt und die Fertigung sollte gerade anlaufen. In dieser Situation wurde beschlossen, das Unternehmen zu verkaufen. 1919 wurde sie vom Autozulieferer Willys Corporation übernommen.
Die Maschinen, Werkzeuge und Rechte am Walking-Beam-Motor gingen an die Willys Corporation-Tochtergesellschaft Rochester Motors Company, Inc. und diesbezügliche, weit fortgeschrittene Gespräche mit Revere abgebrochen. Mit Hilfe von Fred Duesenberg wurde das Triebwerk bei Rochester in wichtigen Punkten überarbeitet und besser an den vorgesehenen Verwendungszweck angepasst. Der Motor sollte ruhiger, leiser, sanfter und flexibler laufen als der Vorgänger. Dafür wurde auch eine Leistungseinbusse von rund 20 % in Kauf genommen. Schon bei Duesenberg waren die Straßenversionen Model G genannt worden; diese Bezeichnung wurde von Rochester übernommen, wobei G-1 für den hier beschriebenen, etwas größeren Motor steht.
Zu den wichtigsten Änderungen gehörten ein überarbeiteter Zylinderkopf mit wiederum acht Ventilen aber nur noch einer statt zwei Zündkerzen pro Zylinder. Die ungewöhnliche Walking Beam-Ventilsteuerung wurde in gemilderter Form beibehalten. Ein neues Kurbelwellengehäuse mit tieferer Wanne ermöglichte es, die Nockenwelle höher im Gehäuse unterzubringen damit kürzere Kipphebel verwendet werden konnten. Diese Änderungen zogen weitere Anpassungen nach sich. So wurde eine neue Kette für den Antrieb von Nockenwelle und Nebenaggregaten notwendig und ein konventioneller Ansaugkrümmer ersetzte die unübliche Lösung mit im Block eingefügten Leitungen. Dadurch wurde auch der Vergaser höher am Motorblock angesetzt. Die Kurbelwelle erhielt drei Gleitlager anstelle der bisher verwendeten zwei Rollenlager.
Wiederum bot der Hersteller zwei Hubraumgrößen an. Dafür, dass auch der kleinere mit praktisch unveränderten Maßen gegenüber dem Duesenberg G/301 von Revere genutzt wurde, finden sich keine Indizien. Von großer Bedeutung für Revere war allerdings der Rochester-Duesenberg G-1, der zum Standardantrieb der Marke wurde, sobald er in ausreichender Zahl lieferbar war. Dies dürfte im Laufe des Jahres 1920 der Fall gewesen sein. Es scheint sogar, dass er noch nach seinem Produktionsende bei Rochester Motors in ausreichender Stückzahl vorrätig war um bei Revere bis mindestens 1925 erhältlich zu bleiben.
Der Hubraum des G-1 beträgt 340,5 in³ (5579 cm³) bei einer Bohrung von 4¼ Zoll (107,95 mm) und einem Hub von 6 Zoll (152,4 mm). Für Revere mit diesem Motor – belegt sind die Modelle C, D und M – wird eine Leistung von 81 bhp (60 kW) vermerkt. Das N.A.C.C.-Rating beträgt 28,9 HP.

#### Continental 6J
Einige wenige Fahrzeuge erhielten den genannten Sechszylinder Continental J6. Dabei handelte es sich um einen zwar weniger leistungsfähigen aber kultivierten und bewährten Motor, der zeittypisch gleichermaßen für große PKW und Nutzfahrzeuge geeignet war. Der Hubraum des seitengesteuerten Triebwerks beträgt 331 in³ (5430 cm³) bei einer Bohrung von 3¾ Zoll (95,25 mm) und einem Hub von 5 Zoll (127 mm). Verwendet wurde ein Schebler-Vergaser.
Für den einzigen Revere mit diesem Motor, Model 25, wird eine Leistung von 70 bhp (52 kW) vermerkt. Das N.A.C.C.-Rating beträgt 33,7 HP.

#### Verwendete Motoren in der Übersicht
| Motor Rating              | Duesenberg | Revere-Duesenberg                                                      | Rochester-Duesenberg                                                   | Continental                                           |
| ------------------------- | --- | ---------------------------------------------------------------------- | ---------------------------------------------------------------------- | ----------------------------------------------------- |
|                           | Model G 361 c.i. | „Monsen-Duesenberg“                                                    | Model G-1 340,5 c.i.                                                   | Model 6J 331 c.i.                                     |
| Verwendung bei Revere ca. | vereinzelt 1917–1920 | 1918–1925                                                              | 1920–1925                                                              | 1925–1926                                             |
| Verwendung überwiegend in | vereinzelte Rennmotoren Model A Model C | Model A (?) Model C Model D Model M                                    | Model C Model D Model M                                                | Model 25                                              |
| Rating (N.A.C.C.)         | 30,6 HP | 30,6 HP                                                                | 28,9 HP                                                                | 33,7 HP                                               |
| Leistung                  | 103 bhp | 105 bhp 106 bhp                                                        | 81 bhp                                                                 | 70 bhp                                                |
| bei 1/min                 | 2600 | 2800                                                                   |                                                                        | 2500                                                  |
| Bauweise                  | Grauguss-Motorblock Aluminium-Kurbelwellengehäuse Viertaktmotor (Otto) | Grauguss-Motorblock Aluminium-Kurbelwellengehäuse Viertaktmotor (Otto) | Grauguss-Motorblock Aluminium-Kurbelwellengehäuse Viertaktmotor (Otto) | Grauguss-Motorblock Viertaktmotor (Otto)              |
| Zylinder                  | vier, Reihe | vier, Reihe                                                            | vier, Reihe                                                            | sechs, Reihe                                          |
| Ventile                   | 8 liegend | 8 liegend                                                              | 8 liegend                                                              | 12 stehend                                            |
| Ventiltrieb               | Walking Beam Einlass und Auslass seitlich | Walking Beam Einlass und Auslass seitlich                              | Walking Beam Einlass und Auslass seitlich                              | SV                                                    |
| Kurbelwellenlager         | 2 | 2                                                                      | 3                                                                      | 4                                                     |
| Bohrung × Hub             | 4⅜ × 6 Zoll 111,1 × 152,4 mm | 4,316 × 6 Zoll 109,6 × 152,4 mm                                        | 4¼ × 6 Zoll 107,9 × 152,4 mm                                           | 3¾ × 5 Zoll 95,25 × 127,0 mm                          |
| Hubraum in³ cm³           | 360,8 in³ 5910 cm³ | 360,8 in³ 5910 cm³                                                     | 340,6 in³ 5912 cm³                                                     | 331, in³ 5430 cm³                                     |
| Kompression               | 3,6 : 1 3,44 : 1, auch abweichende Angaben | 3,6 : 1 3,44 : 1, auch abweichende Angaben                             | 3,6 : 1 3,44 : 1, auch abweichende Angaben                             | 4,3 : 1                                               |
| Vergaser                  | Stromberg | Stromberg                                                              | Stromberg                                                              | Schebler                                              |
| Motorschmierung           | Druckumlaufschmierung zu Kurbelwelle und Pleuellagern | Druckumlaufschmierung zu Kurbelwelle und Pleuellagern                  | Druckumlaufschmierung zu Kurbelwelle und Pleuellagern                  | Druckumlaufschmierung zu Kurbelwelle und Pleuellagern |
| Zündung                   | Magnet, später Batterie | Magnet, später Batterie                                                | Magnet, später Batterie                                                | Batterie                                              |
| Zündkerzen                | 8 | 8                                                                      |                                                                        | 6                                                     |
| Bemerkungen               | Eine genannte Drehzahl von 3800/min scheint auf einem Schreibfehler zu beruhen. Leistungsdaten von 80–90 bhp könnten sich auf den kleineren G/301 beziehen (80 bhp bei 2300/min). |                                                                        |                                                                        |                                                       |

### Kraftübertragung

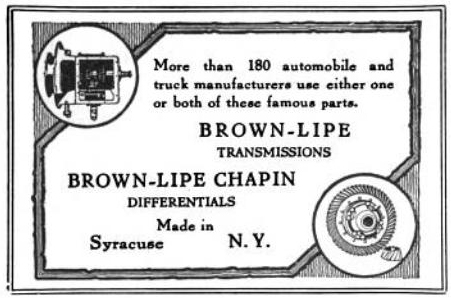
Anzeige der Brown-Lipe Gear Company von 1917

Erwähnt werden, insbesondere bei Fahrzeugen vor 1920, Vierganggetriebe, danach solche mit drei Vorwärtsgängen. Eine Quelle nennt das Getriebe eine Eigenkonstruktion. Ein erhaltenes Fahrzeug hat ein Vierganggetriebe von Brown-Lipe. Somit besteht die Möglichkeit, dass Revere bei diesem damals bekannten Hersteller fertigen ließ.
Es sind sowohl Ein- wie Mehrscheibenkupplungen nachweisbar. Standard-Hinterachsübersetzung war wohl 3,6 : 1, andere sind aber ebenfalls nachweisbar.

### Fahrgestell
Es scheint, dass die Ingenieure um Monsen das Fahrzeug buchstäblich um diesen Motor konstruiert hatten. Sein moderner Leiterrahmen war eine zwar konventionelle aber robuste Konstruktion. Er wies sowohl vorn wie hinten gekröpfte Längsträger auf, was half, das Fahrzeug niedrig zu halten. Andersen hatte außerdem hinten halbelliptische Blattfedern vorgesehen, die nicht unter dem Längsträger angebracht, sondern seitlich außen befestigt waren. Unüblich für diese Epoche war, dass bereits Aufnahmen für nachrüstbare Stoßdämpfer vorgesehen waren. Der Tank fasste 25 Gallonen (95,6 Liter) Treibstoff.
An allen Revere wirken Haupt- und Hilfsbremsen auf Trommeln an der Hinterachse. Eine weitere markentypische Besonderheit ist eine Einstellvorrichtung für die Bremsen mittels Handrad, das über eine Öffnung im Wagenboden zugänglich ist, und einem Seilzug.
Die Fahrzeuge erhielten in der Regel Buffalo-Drahtspeichenräder der Dimension 32 × 4½ Zoll.

### Elektrik
Anlasser und Generator wurden von North East bezogen, die Magnetzündung an früheren Exemplaren war eine American Bosch ZR4 Anlage.
1923 wurden optional Scheinwerfer angeboten, an denen in einem periskopartigen Aufsatz kleine Scheinwerfer montiert waren. Diese ließen sich über einen Hebel am Armaturenbrett horizontal und vertikal schwenken. Die skurril anmutende Vorrichtungen sollten zugleich als Kurvenlicht, Suchstrahler und Positionslampen dienen. Ob diese Idee bei Revere verwirklicht wurde oder ob es sich um ein zugekauftes Produkt handelte, ließ sich nicht feststellen.

## Modellpolitik
Mit Ausnahme der letzten Serie unterscheiden sich die einzelnen Revere-Modelle nur geringfügig voneinander. Es gibt keine Unterlagen darüber, warum dieser Hersteller solche Serien eingeführt hat und welche wie lange produziert wurde. Die Quellen ordnen sie jeweils einem Modelljahr zu, was hier übernommen wurde, faktisch aber eher nicht übereinstimmt mit dem, was wir heute als Modelljahr bezeichnen. Von anderen kleinen Herstellern ist bekannt, dass jeweils Bestandteile und Komponenten für eine festgelegte Anzahl Fahrzeuge bestellt wurde, von der erwartet wurde, dass sie einer bestimmten Frist verkauft werden konnten. Ein guter Absatz führte demnach zu einer kurzen Bauzeit, ein schlechter zu einer längeren. Selbst die der Großen der Branche wie etwa Packard blieben davon nicht verschont, begründeten dies aber damit, dass neue Modelle immer dann erscheinen würden, wenn eine nach Ansicht der Ingenieure ausreichende Anzahl an Verbesserungen eingeführt werden könnte.
Die Unterschiede zwischen den Serien ergaben sich also einerseits aus der Erfahrung mit dem aktuellen Modell und aus Produktverbesserungen, andererseits aber auch aus der Erhältlichkeit und dem Preis einzelner Komponenten. Diese Änderungen konnten daher kleiner oder größer ausfallen. So experimentierten zwei andere, kleinere Hersteller, Biddle und Stephens, mit verschiedenen Radständen, wieder andere wie Ace oder Roamer auch mit Motoren. Revere war diesbezüglich eher konstant und blieb die meiste Zeit dem Walking Beam Prinzip treu. Die aufgezeigten Motorenänderungen sind auf veränderte Umstände außerhalb von Reveres Einflussmöglichkeiten zurückzuführen. Erst mit dem Sechszylindermodell Model 25 wurde, wahrscheinlich zu spät, ein anderer Weg eingeschlagen.
Leider erlauben die vorliegenden Unterlagen lediglich Hinweise zu technischen Verbesserungen am Revere, einzelnen Serien zuordnen lassen sie sich selten. So scheint es, dass frühe Modelle eher mit einem Vierganggetriebe ausgeliefert wurden, während spätere eher solche mit drei Gängen aufwiesen. Die Achsuntersetzungen änderten wohl häufiger, was einerseits mit dem Getriebe der Wahl und andererseits mit verhältnismäßig einfach zu erfüllenden Kundenwünschen erklärt werden kann. Eine der wenigen echten Innovationen war die um 1923 eingeführte Einparkhilfe. Dazu ist leider weder bekannt, ab welcher Serie sie erhältlich war – in Frage kommen D, M und 25 – noch, wie sie funktionierte und ob sie nachgerüstet werden konnte. Klar zuzuordnen ist hingegen der Sechszylindermotor, der nur in Model 25 erhältlich war. Revere führte damit erstmals ein Sechszylindermodell ein und reagierte auf den veränderten Markt. Automobile mit Vierzylindermotoren waren in der Oberklasse kaum noch gefragt, und Revere gehörte mit Mercer zu den letzten Anbietern solcher Fahrzeuge. Allerdings lässt sich schon die Frage nach der Erhältlichkeit des Rochester-Duesenberg G-1 Motors nicht eindeutig beantworten. Offiziell endete die Produktion des Motors um 1923, Revere dürfte aber vorgesorgt haben und eine ausreichende Stückzahl ans Lager genommen haben um den Motor auch noch 1924 und 1925 anbieten zu können.
Die Produktion bei Revere vor 1919 wird geschätzt auf zwei bis sechs Fahrzeuge, inklusive des von Baker gefahrenen Prototyps.

## Modellübersicht
| Modell N.A.C.C.-Rating | Bauzeit   | Vorgesehener Motor         | Hubraum in³ / cm³ | Leistung bhp / kW | Karosserie                                                       | Preis US-Dollar | Bemerkungen                                                           |
| ---------------------- | --------- | -------------------------- | ----------------- | ----------------- | ---------------------------------------------------------------- | --------------- | --------------------------------------------------------------------- |
| Model A 30,6 HP        | 1917–1920 | R4 16V Duesenberg          | 360,8/5912        | ca. 90/67         | Roadster, 2Pl.; Victoria-Touring, 4 Pl.; Touring, 7 Pl.          | je 3850         | Rennversion ca. 100 bhp / 75 kW                                       |
| Model A 30,6 HP        | 1919      | R4 16V Monsen-Duesenberg   | 360,8 / 5912      | 105 / 78          | Roadster, 2Pl.; Victoria-Touring, 4 Pl.; Touring, 7 Pl.          | je 3850         | Prototyp mit 360.4 in³ = 5905 cm³ (103 bhp/ 77 kW)                    |
| Model C 28,9 HP        | 1920–1921 | R4 8V Rochester-Duesenberg | 340,6/5580        | 81/60             | Speedster, 2Pl.; Roadster, 4 Pl.; Touring, 4 Pl.; Sedan, 5 Pl.   | 4650 bis 6500   |                                                                       |
| Model D 28,9 HP        | 1922–1923 | R4 8V Rochester-Duesenberg | 340,6/5580        | 81/60             | Roadster, 4 Pl. Touring, 5 Pl. Sedan, 5 Pl. Speedster, 4 Plätze  | 3850 bis 4500   | Kimes/Clark: Kein Speedster. Classic Car Database: Roadster mit 2 Pl. |
| Model M 28,9 HP        | 1924–1926 | R4 8V Rochester-Duesenberg | 340,6/5580        | 81/60             | Roadster, 4 Pl. Touring, 5 Pl. Sedan, 5 Pl. Speedster, 4 Plätze. | 3850 bis 4500   | Kimes/Clark: Kein Speedster. Classic Car Database: Roadster mit 2 Pl. |
| Model 25 33,7 HP       | 1925–1926 | R6 sv, 12V Continental     | 331,0 / 5430      | 70 / 52           | Roadster, 4 Pl. Touring, 5 Pl. Sedan, 5 Pl. Speedster, 4 Plätze  |                 | Kimes/Clark: Kein Speedster. Classic Car Database: Roadster mit 2 Pl. |

- Diese Tabelle wurde aus mehreren Quellen kompiliert. Die angegebenen Maße können wegen Rundungsdifferenzen leicht variieren. Zur Motorenleistung liegen unterschiedliche Angaben vor.
- Rating nach N.A.C.C.: Die N.A.C.C. (National Automobile Chamber of Commerce) war eine Herstellerorganisation, deren Vorläuferin die ersten Normen für Motorfahrzeuge in den USA einführt hatte. HP nach N.A.C.C. bauen darauf auf; diese Daten sind errechnet, nicht gemessen.[Anm. 5]

## Produktionszahlen
| Modelljahr | Stückzahl |
| ---------- | --------- |
| 1918       | 6         |
| 1919       | 50        |
| 1920       | 43        |
| 1921       | 27        |
| 1922       | 39        |
| 1923       | 43        |
| 1924       | 12        |
| 1925       | 21        |
| 1926       | 6         |
| Total      | 247       |

Die nebenstehenden Produktionszahlen nach Modelljahr beruhen auf Angaben der Automobilhistoriker Beverly Rae Kimes und Henry Austin Clark, jr. im Standard Catalog of American Cars 1805–1942. Andere Schätzungen nennen so unterschiedliche Zahlen wie 250 oder 2500 Fahrzeuge.

## Motorsport

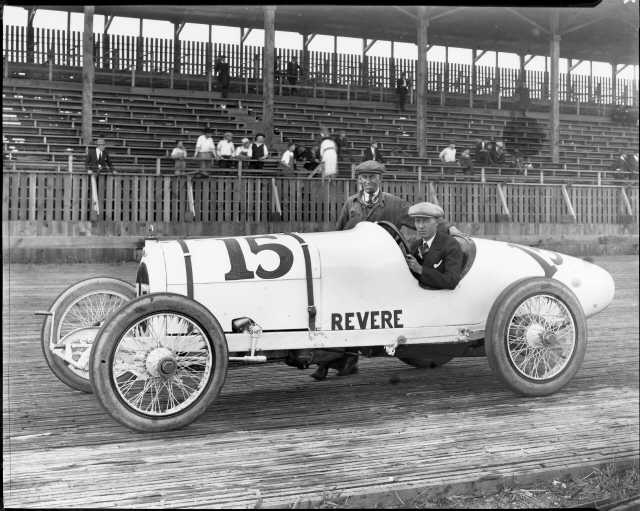
Eddie Hearne auf Revere, Tacoma Speedway (1920)

Revere beteiligte sich am Rennsport. Für 1920 ist die Teilnahme an den 500 Meilen von Indianapolis mit Fahrer George Gerrie „Pete“ Henderson (1895–1940) und Ernie Olsen als reglementarisch vorgeschriebenem, mitfahrendem Mechaniker belegt. Henderson fuhr den Rennwagen über die volle Distanz und lenkte ihn schließlich als Zehnter ins Ziel.
1921 fuhr mit Eddie Hearne (1887–1955) ein sehr erfahrener Pilot für Revere, der sein erstes Rennen 1909 auf FIAT bestritten hatte. Sein Mechaniker bei Revere war Harry Hartz (1894–1974), der anschließend seine eigene, erfolgreiche Rennfahrerkarriere bei Duesenberg begann.
Das Fahrzeug war einer der neuen Duesenberg-Achtzylinder mit SOHC statt Walking-Beam-Ventiltrieb. Bis auf eine an die Form des Revere angepasste Front entsprach es den Duesenberg-Werksrennern. Der Kanadier Pete Henderson war in den Saisons 1915 und 1917 für Duesenberg und dazwischen für Maxwell an den Start gegangen. Danach bestritt er zwei Rennen auf einem von Roamer gestellten Duesenberg, von denen er eines gewann. Auch Eddie Hearne aus Kansas City (Kansas) war ein vormaliger Duesenberg-Pilot.

## Würdigung
Es wurde keine Quelle gefunden, die Probleme mit Konstruktion und Qualität der Revere-Automobile nennt und es scheint, dass sie durchaus respektiert waren. Hingegen wird die Unternehmensführung allseits kritisch gesehen. Mit Ausnahme von Adolph Monsen erhält sie keine gute Beurteilung. Am härtesten ins Gericht mit den korrupten Geschäftspraktiken und dem Präsidenten Newton Van Zandt geht Daniel Strohl im Hemmings Classic Car Magazine und Brett Berk in Car and Driver.

## Revere heute
Es wird geschätzt, dass weltweit noch sechs bis sieben Revere-Automobile bestehen. Bekannt sind
- ein unterschiedlich mit Baujahr 1918 und 1920 bezeichneter Touring mit leuchtend roter Lackierung und schwarzen Kotflügeln, der seit den 1960er Jahren als Postkartenmotiv und in vielen Publikation zur Illustration diente.[49][50]
- #624 ist ein viersitziger Touring mit Jahrgang 1920. Das Fahrzeug ist dunkelrot lackiert mit schwarzen Kotflügeln und roten Speichenrädern.[51]
- #1357 ist ein weiterer viersitziger Touring mit Jahrgang 1920. Dieses Fahrzeug wird als sehr original beschrieben mit Stromberg M-4 Vergaser, Bosch-Magnetzündung, Vierganggetriebe von Browne-Lipe und Buffalo-Drahtspeichenrädern. Es wurde 2017 von Bonhams für 137.500 USD versteigert; der Schätzpreis lag bei 125.000 bis 175.000 USD. Dieses Fahrzeug ist braun lackiert mit roten Felgen.[52]